# Werner Herr

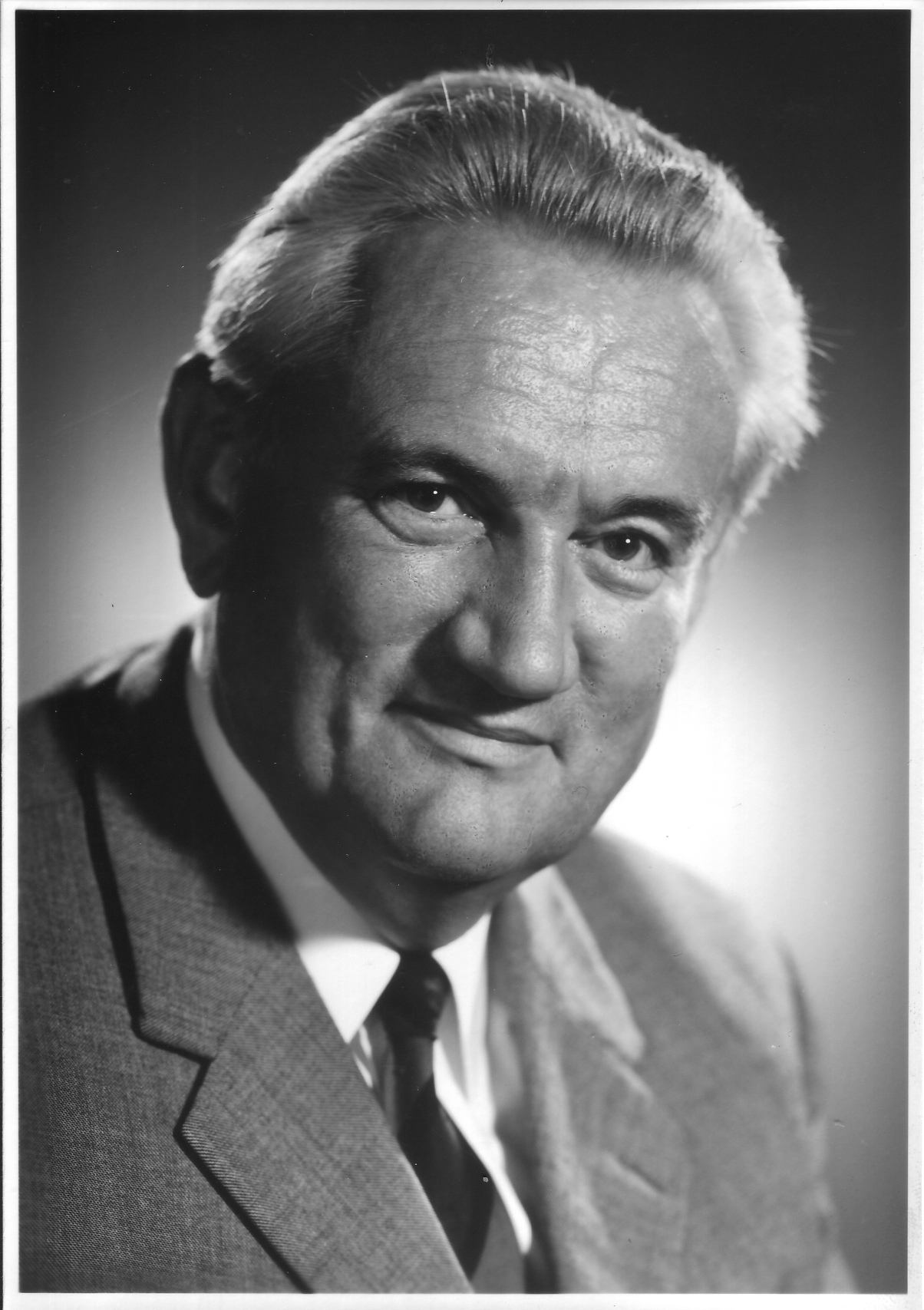

Werner Herr (* 14. August 1917 in Würzburg; † 20. Juni 1989 in Bad Homburg vor der Höhe) war ein deutscher Jurist, Kommunalpolitiker und Landrat im Obertaunuskreis und Hochtaunuskreis.

## Laufbahn
Der Sohn eines Schriftsetzers diente 1939 als Wehrmachtsoffizier im 2. Weltkrieg, studierte nach dem Krieg Rechtswissenschaften an der Universität Frankfurt und legte beide Staatsexamina ab. Er wurde Mitglied der SPD und gehörte 1946 an der Seite von Helmut Schmidt zu den Gründern des Sozialistischen Deutschen Studentenbundes (SDS). Nach Abschluss des Studiums arbeitete er in einer Anwaltskanzlei, auch als Prozessvertreter beim Gericht der Alliierten Hohen Kommission, und ab 1954 als Ministerialbeamter in der hessischen Landesregierung, zuletzt als Abteilungsleiter beim Regierungspräsidenten in Wiesbaden. Nach der Wahl durch den Kreistag des Obertaunuskreises wurde Herr am 1. Juli 1960 Landrat und 1966 wiedergewählt. Nach Bildung des Hochtaunuskreises 1972 und einer kurzen Interimszeit als staatsbeauftragter Landrat wurde er 1973 für sechs Jahre zum Landrat des Landkreises gewählt. 1979 ging er in den Ruhestand. Nachdem die SPD 1977 die Mehrheit im Kreistag verloren hatte, wäre er nicht wiedergewählt worden.

## Verdienste
In Herrs Amtszeit fiel der Übergang der Schulträgerschaft auf den Kreis im Jahre 1970. Zu seinen Verdiensten gehörte ein ehrgeiziges Schulbauprogramm mit Schulen für Behinderte, Gesamtschulen und Grundschulen, der Bau zahlreicher Großsportanlagen und Schwimmhallen, der Bau des Kreistierheims, der Ausbau des Kreiskrankenhauses, der Ausbau von kreiseigenen Altenheimen und -wohnungen, die Errichtung von Beschützenden Werkstätten für Behinderte, von Erziehungsberatungsstellen, des Kinderheims Bairawies und die Gründung des Naturparks Hochtaunus. Wesentlichen Anteil hatte er auch am Entstehen des Freilichtmuseums Hessenpark. Neben seiner Tätigkeit als Landrat wirkte Herr mehr als zwanzig Jahre lang als Schriftleiter einer Sammlung kommunaler Rechtsvorschriften und gehörte der evangelischen Landessynode an.

## Auszeichnungen
1973 Bundesverdienstkreuz 1. Klasse, 1979 Großes Bundesverdienstkreuz. Freiherr-vom-Stein-Plakette des Landes Hessen, Goldenes Brandschutz-Ehrenzeichen, Ehrenplakette des Hochtaunuskreises, Verdienstmedaille des Hessischen Roten Kreuzes und weitere 15 Auszeichnungen. 1992 bekam das Hauptgebäude der Behinderten-Werkstätten in Oberursel den Namen Werner-Herr-Haus. 

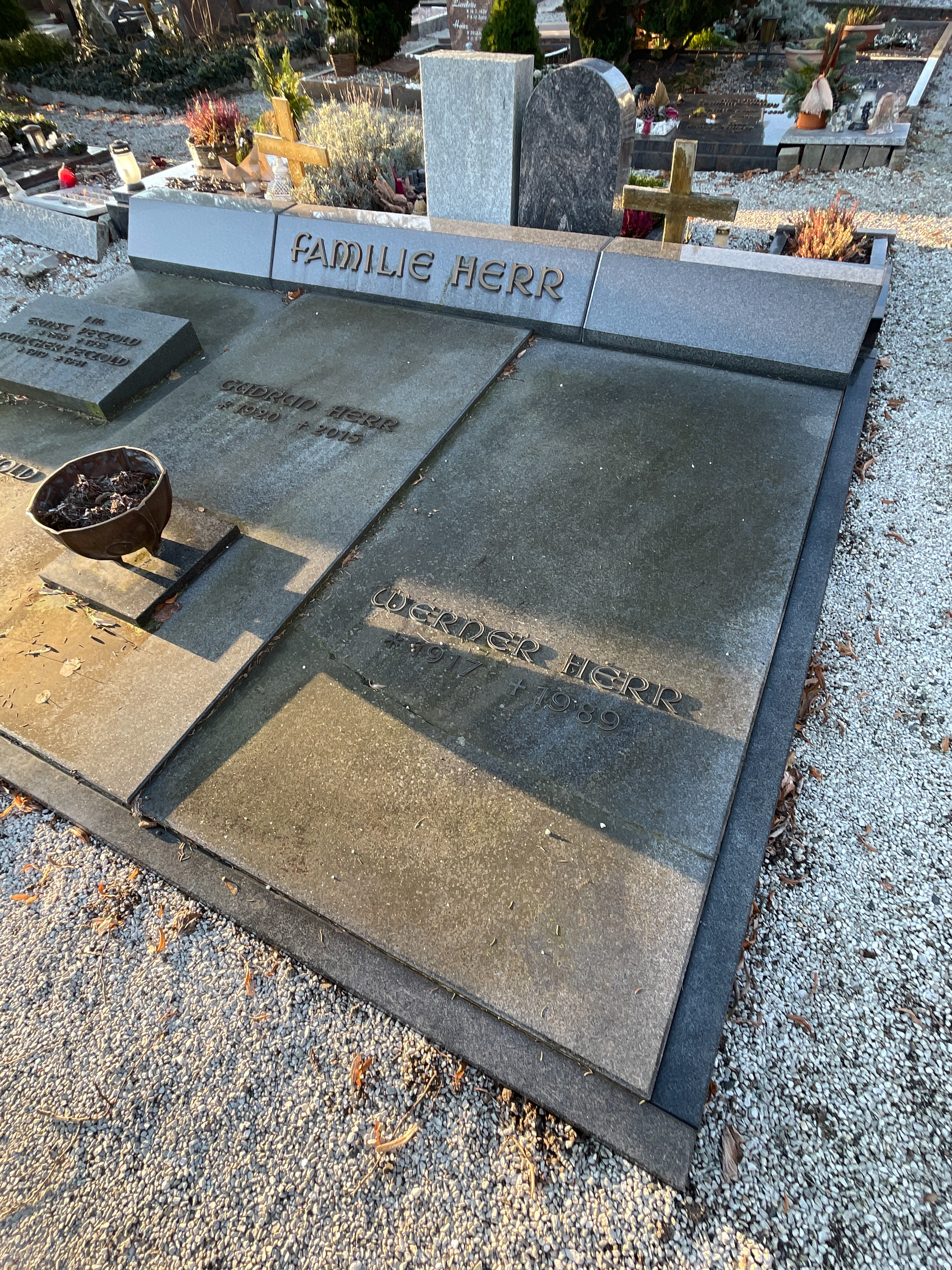